# São Paulo das Missões
São Paulo das Missões är en kommun i Brasilien.   Den ligger i delstaten Rio Grande do Sul, i den södra delen av landet, 1 500 km sydväst om huvudstaden Brasília. Antalet invånare är 6 367.
Omgivningarna runt São Paulo das Missões är en mosaik av jordbruksmark och naturlig växtlighet. Runt São Paulo das Missões är det ganska glesbefolkat, med 27 invånare per kvadratkilometer.